# Luogotenenti Marvel
I Luogotenenti Marvel sono un gruppo di tre personaggi immaginari dei fumetti pubblicati negli Stati Uniti d'America prima dalla Fawcett Comics e poi dalla DC Comics. Esordirono nella testata Whiz Comics n. 21 nel 1941. La caratterizzazione fisica dei tre personaggi è basata su tre membri dello staff della Fawcett: Paul Peck (Tall Billy), Ed Hamilton (Hill Billy) e Frank Taggart (Fat Billy).

## Storia editoriale
Il gruppo di personaggi comparivano periodicamente nelle storie di Capitan Marvel e della Famiglia Marvel nei primi anni cinquanta e, anche quando i personaggi furono revisionati dalla DC Comics negli anni settanta, nella serie Shazam!. Durante il crossover Crisi sulle Terre infinite nel 1985 persero i loro poteri.
I personaggi furono poi reintrodotti in Trials of Shazam! n. 2, solo al fine di perdere i loro poteri.

## Biografia immaginaria del gruppo
Tre diversi Billy Batson, il primo a Brooklyn, New York, uno dalla parte Ovest degli Stati Uniti e l'altro dalla parte Sud, partono per recarsi dal vero Billy Batson. Il malvagio Dottor Sivana trama un piano per uccidere il "vero" Billy Batson e manda i suoi scagnozzi a scoprire dove vive. Gli uomini di Sivana trovarono invece per errore gli altri tre Billy e li catturarono. Sivana li usò come esche per attirare lì il vero Billy. Sivana e i suoi scagnozzi imbavagliarono Billy e legarono lui e gli altri tre a una sega circolare. Billy riuscì a urlare "Shazam!", ma il rumore della sega circolare era così forte che la sua voce non si sentì. Con pochi secondi a disposizione, Billy si procurò l'aiuto dei membri del suo Club e gridarono "Shazam!" insieme.
Quando la nube dopo la trasformazione si diradò, Capitan Marvel si accorse che anche gli altri tre Billy si erano trasformati come lui, in Tall Marvel, Hill Marvel e Fat Marvel. Hill Marvel disse che tutti si erano trasformati in Capitan Marvel, ma Fat Billy disse che c'è un solo Capitan Marvel. Tall Marvel suggerì che essi erano i Luogotenenti Marvel, che da allora fu il nome del trio. Il Capitano e i suoi tre Luogotenenti si liberarono facilmente di Sivana e dei suoi scagnozzi. Dopo aver nuovamente gridato "Shazam!" ed essersi ritrasformati nelle loro identità civili, i tre BIlly tornarono a casa e periodicamente collaborarono durante la gestione della Fawcett Comics per aiutare il loro eroe. I Luogotenenti Marvel esistono nell'era corrente della DC, ma senza poteri.

## Poteri e abilità
Gridando "Shazam!", i tre Billy Batson si trasformano nei Luogotenenti Marvel. In questa forma tutti e tre acquisiscono i poteri di Capitan Marvel: 
- la saggezza di Salomone
- la forza di Ercole
- la resistenza di Atlante
- la potenza di Zeus
- il coraggio di Achille
- la velocità di Mercurio

Dato che devono condividere i poteri tra di loro, ogni Luogotenente è potente solo un terzo di Capitan Marvel.